# Cent'anni di solitudine (EP)
Cent'anni di solitudine è un extended play dei Modena City Ramblers pubblicato nel 1998.

## Tracce
1. Cent'anni di solitudine (Tratto da Terra e libertà) - 3:22
2. Morte di un poeta (Live) - 4:01
3. Al Dievel (Live) - 3:34
4. Contessa (Live) - 5:01
5. Il tempio di Theleme (Inedito) - 3:08